# Schaubachhütte
Die Schaubachhütte (italienisch Rifugio Città di Milano) ist eine Schutzhütte in den Ortler-Alpen in Südtirol.

## Lage und Umgebung
Die Hütte befindet sich auf 2581 m s.l.m. Höhe in der Nähe des Suldenferners im Talschluss des Suldentals. Die nächstgelegene Ortschaft ist Sulden, das zur Gemeinde Stilfs gehört.
Die im Nationalpark Stilfserjoch gelegene Hütte dient als Stützpunkt für zahlreiche Gipfeltouren am Ortler-Hauptkamm und in den Laaser Bergen. Zu den Bergen im Umkreis zählen etwa der Cevedale, die Eisseespitze, die Hintere Schöntaufspitze, die Königspitze und die Zufallspitzen. Übergänge sind zur nahen Hintergrathütte, zur Casati-Hütte, zur Pizzini-Frattola-Hütte und ins Martelltal (Marteller Hütte, Zufallhütte) möglich.

## Geschichte
Eine erste Hütte wurde in den Jahren 1875–1876 von der Alpinen Gesellschaft „Wilde Bande“ aus Wien errichtet, jedoch nicht bewirtschaftet. Benannt ist die Hütte nach dem deutschen Alpenforscher Adolf Schaubach. 1888 wurde sie von der Sektion Hamburg des DuÖAV gekauft und 1892 und 1896 ausgebaut. Während Kampfhandlungen im Ersten Weltkrieg wurde die Hütte vollständig zerstört. Nach Ende des Krieges erhielt die Mailänder Sektion des CAI die Überreste der Schaubachhütte. Durch Spenden der Mailänder Bürgerschaft konnte ein Neubau nach Plänen von Piero Portaluppi initiiert werden, der 1926 unter dem Namen Rifugio Città di Milano vollendet wurde. Seit 1975 befindet sich in der Nähe der Hütte die Bergstation der Suldner Seilbahn.
Zusammen mit 24 weiteren vom Staat enteigneten Schutzhütten ging die Schaubachhütte 1999 in das Eigentum der Autonomen Provinz Bozen – Südtirol über; mit Jahresende 2010 lief die Konzession zu deren Führung durch den CAI aus. Von 2015 an wurde das Land Südtirol bei der Verwaltung der Hütte (Vergabe an Pächter, Überwachung der Führung, Sanierungsmaßnahmen) durch eine paritätische Kommission unterstützt, in der neben der öffentlichen Hand auch der AVS und der CAI vertreten waren. 2021 beschloss die Landesregierung  die Hütte zum Verkauf anzubieten. Im August 2024 wurde das mittlerweile leerstehende Gebäude zum Verkauf ausgeschrieben.

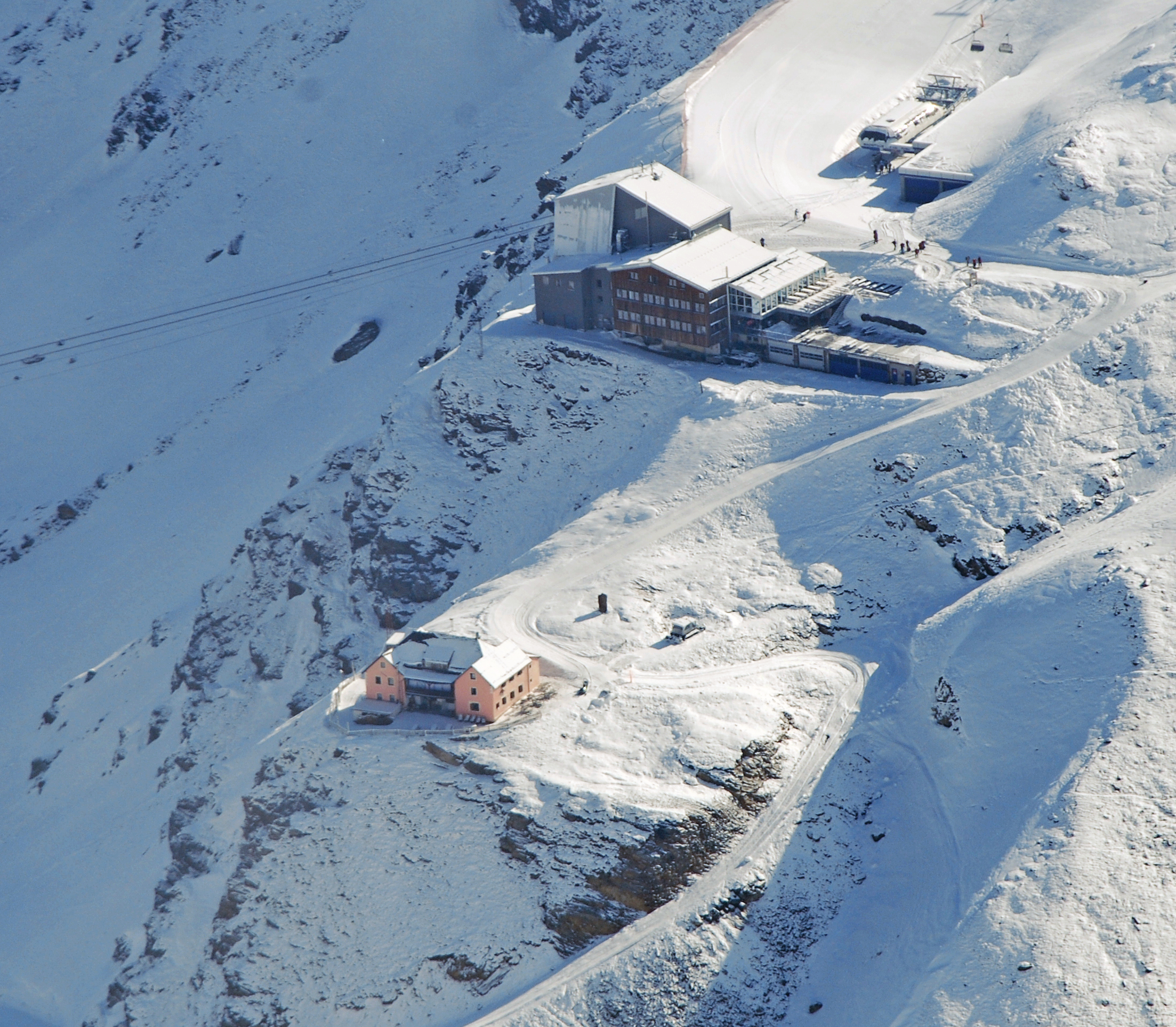
Schaubachhütte und Bergstation der Suldner Seilbahn von der Königspitze aus gesehen
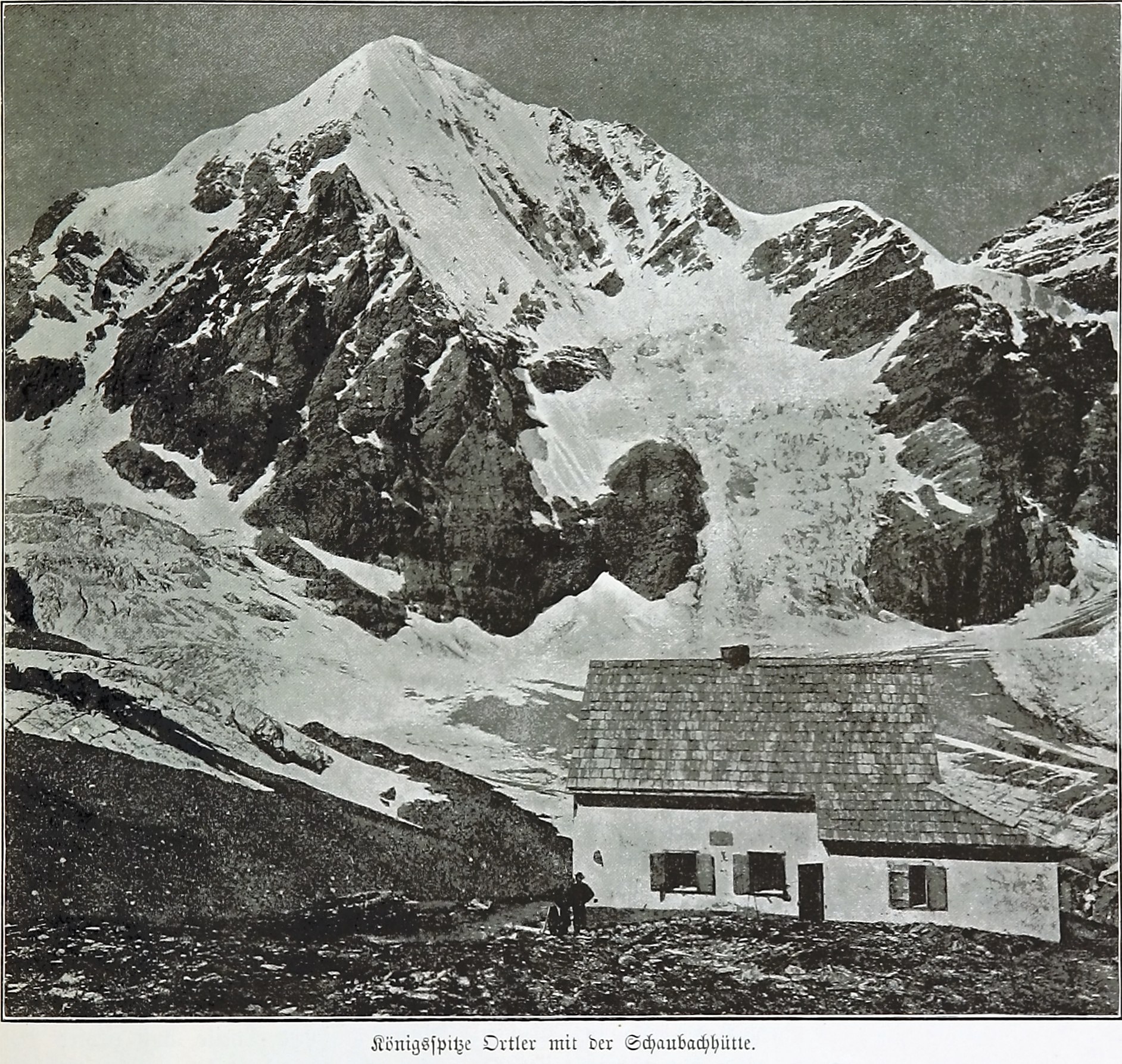
Königspitze mit der Schaubachhütte um 1894
Die Schaubachhütte im August 1909